# Otto Stern
Otto Stern, nemško-ameriški fizik, * 17. februar 1888, Sohrau, Prusko kraljestvo (sedaj Żory, Poljska), † 17. avgust 1969, Berkeley, Kalifornija, ZDA.
Stern je leta 1943 prejel Nobelovo nagrado za fiziko »za doprinos k razvoju postopkov molekularnih žarkov in za odkritje magnetnega momenta protona.«